# Granby (Vermont)
Granby es un pueblo ubicado en el condado de Essex en el estado estadounidense de Vermont. En el año 2010 tenía una población de 88 habitantes y una densidad poblacional de 0,87 personas por km².

## Geografía
Granby se encuentra ubicado en las coordenadas 44°36′45″N 71°42′55″O / 44.61250, -71.71528.

## Demografía
Según la Oficina del Censo en 2000 los ingresos medios por hogar en la localidad eran de $39,375 y los ingresos medios por familia eran $39,375. Los hombres tenían unos ingresos medios de $31,250 frente a los $18,750 para las mujeres. La renta per cápita para la localidad era de $30,343. El 0% de la población estaba por debajo del umbral de pobreza.